# Academia China de Tecnología Espacial
La Academia China de Tecnología Espacial (CAST - China Academy of Space Technology) (en chino, 中国空间技术研究院; pinyin, zhōngguó kōngjiān jìshù yánjiū yuàn) es una agencia espacial china dependiente de la Corporación de Ciencia y Tecnología Aeroespacial de China (CASC - China Aerospace Science and Technology Corporation). La agencia fue fundada el 20 de febrero de 1968 y es la principal agencia china de desarrollo y producción de naves espaciales. El 24 de abril de 1970, CAST lanzó con éxito el primer satélite artificial chino, Dong Fang Hong 1.

## Programas de vuelo espacial
CAST diseña y fabrica los satélites del programa espacial Dong Fang Hong.